# Route nationale 678
Die Route nationale 678, kurz N 678 oder RN 678, war eine französische Nationalstraße, die von 1933 bis 1973 in zwei Abschnitten zwischen einer Straßenkreuzung mit der ehemaligen Nationalstraße 9 bei Veyre-Monton und Laguenne verlief. Ihre Gesamtlänge betrug 173,5 Kilometer.